# Ivo Caprino
Pour les articles homonymes, voir Caprino.
Ivo Caprino, né à Oslo le 17 février 1920 et décédé dans la même ville le 8 février 2001, est un réalisateur de films d'animation norvégien.
Son film le plus célèbre, Flåklypa Grand Prix (1975), réalisé selon la méthode du stop-motion, tient le record du film norvégien qui a attiré le plus de spectateurs dans son propre pays mais aussi celui qui a eu le plus de succès en dehors de ses frontières.

## Filmographie
- 1975 : Flåklypa Grand Prix